# Władimir Mielnikow (1905–1981)
Władimir Fiodorowicz Mielnikow (ros. Владимир Фёдорович Мельников, ur. 6 lutego 1905 we wsi Zujewo w powiecie aktiubińskim w obwodzie turgajskim, zm. 7 stycznia 1981 w Moskwie) – radziecki polityk, działacz partyjny.

## Życiorys
Urodził się w rodzinie rosyjskiego chłopa, który później pracował na kolei. W 1923 wstąpił do Komsomołu i rozpoczął studia na Środkowoazjatyckim Uniwersytecie Państwowym (do 1928), w 1927 został agronomem stażystą w sowchozie bawełnianym, później pracował jako agronom ekonomista Głównego Zarządu Przemysłu Bawełnianego Uzbeckiej SRR i pracownik naukowy Taszkenckiego Naukowo-Badawczego Instytutu Uprawy Bawełny, w kwietniu 1929 został przyjęty do WKP(b). Od 1930 do 1933 studiował na aspiranturze Akademii Nauk Rolniczych, po czym został szefem Zarządu Zbożowego Ludowego Komisariatu Rolnictwa ZFSRR, 1934-1935 był zastępcą dyrektora Tyfliskiego Instytutu Badań Ekonomicznych, a 1935-1936 instruktorem odpowiedzialnym Zakaukaskiego Komitetu Krajowego WKP(b). 
Od 1936 do 1938 studiował w Agrarnym Instytucie Czerwonej Profesury, po czym został organizatorem odpowiedzialnym KC WKP(b), od 19 czerwca 1938 do 28 stycznia 1940 był II sekretarzem Komitetu Obwodowego WKP(b) w Kujbyszewie, a 1940-1941 II sekretarzem Komitetu Obwodowego Komunistycznej Partii (bolszewików) Kazachstanu w Ałma-Acie i do listopada 1941 kierownikiem Wydziału Rolnego KC KP(b)K. Od listopada 1941 do czerwca 1944 był I sekretarzem Komitetu Obwodowego KP(b)K w Kustanaju, 1944-1947 I sekretarzem Moskiewskiego Komitetu Rejonowego Komunistycznej Partii (bolszewików) Uzbekistanu w Taszkencie, 1947-1948 I zastępcą przewodniczącego Komitetu Wykonawczego Taszkenckiej Rady Obwodowej, następnie instruktorem KC KP(b)U i kierownikiem Wydziału Rolnego KC KP(b)U. 
W 1949 został szefem Zarządu Instytucji Edukacyjnych Ministerstwa Gospodarki Rolnej ZSRR, 1952-1953 był zastępcą szefa Głównego Zarządu Propagandy Rolniczej Ministerstwa Gospodarki Rolnej ZSRR, a 1953-1956 starszym pracownikiem naukowym Instytutu Mechanizacji Gospodarki Rolnej Wszechzwiązkowej Akademii Nauk Rolniczych im. Timiriaziewa. Następnie pracował we Wszechzwiązkowej Akademii Nauk Rolniczych im. Lenina jako sekretarz uczelniany, 1961-1964 był konsultantem Akademii Nauk Mongolii, a 1964-1981 ponownie sekretarzem uczelnianym Wszechzwiązkowej Akademii Nauk Rolniczych im. Lenina. Miał stopień adiunkta. 
Otrzymał Medal „Za ofiarną pracę w Wielkiej Wojnie Ojczyźnianej 1941–1945” (1946).